# Erica kougabergensis
Erica kougabergensis är en ljungväxtart som beskrevs av H. A. Baker. Erica kougabergensis ingår i släktet klockljungssläktet, och familjen ljungväxter. Utöver nominatformen finns också underarten E. k. recurvifolia.